# Ancylotrypa cornuta
Ancylotrypa cornuta is een spinnensoort uit de familie Cyrtaucheniidae. De soort komt voor in Zuid-Afrika.